# Indonesische roepia
De Indonesische roepia (Indonesisch: rupiah) is de munteenheid van Indonesië (valutacode: IDR).

## Munten
De volgende munten worden gebruikt: 100, 200, 500 en 1000 roepia, in twee verschillende series: aluminiumbronzen en bimetalen munten uit 1991–1998 en lichtgewicht aluminium munten vanaf 1999.
| Afbeelding | Afbeelding | Waarde   | Serie | Diameter | Dikte   | Gewicht | Materiaal                          | Voorkant                          | Achterkant                | Beschikbaarheid |
| Voorkant   | Achterkant | Waarde   | Serie | Diameter | Dikte   | Gewicht | Materiaal                          | Voorkant                          | Achterkant                | Beschikbaarheid |
| ---------- | ---------- | -------- | ----- | -------- | ------- | ------- | ---------------------------------- | --------------------------------- | ------------------------- | --------------- |
|            |            | Rp 50    | 1999  | 20 mm    | 2 mm    | 1,36 g  | Aluminium                          | Wapen van Indonesië               | Kepodang en muntwaarde    | Gemiddeld       |
|            |            | Rp 100   | 1999  | 23 mm    | 2 mm    | 1,79 g  | Aluminium                          | Wapen van Indonesië               | Palmkaketoe en muntwaarde | Hoog            |
|            |            | Rp 200   | 2003  | 25 mm    | 2,3 mm  | 2,38 g  | Aluminium                          | Wapen van Indonesië               | Balispreeuw en muntwaarde | Hoog            |
|            |            | Rp 500   | 1991  | 24 mm    | 1,8 mm  | 5.29 g  | Aluminiumbrons                     | Wapen van Indonesië               | Jasminum en muntwaarde    | Laag            |
|            |            | Rp 500   | 1997  | 24 mm    | 1,83 mm | 5,34 g  | Aluminiumbrons                     | Wapen van Indonesië               | Jasminum en muntwaarde    | Gemiddeld       |
|            |            | Rp 500   | 2003  | 27 mm    | 2,5 mm  | 3,1 g   | Aluminium                          | Wapen van Indonesië               | Jasminum en muntwaarde    | Hoog            |
|            |            | Rp 1,000 | 1993  | 26 mm    | 2 mm    | 8,6 g   | Bimetaal, nikkel en aluminiumbrons | Wapen van Indonesië               | Palmboom en muntwaarde    | Laag            |
|            |            | Rp 1,000 | 2010  | 24,15 mm | 1,6 mm  | 4,5 g   | Nikkelstaal                        | Wapen van Indonesië en muntwaarde | Angklung en Gedung Sate   | Hoog            |

## Bankbiljetten
| Waarde (S/.) | Portret                | Voorzijde | Achterzijde |
| ------------ | ---------------------- | --------- | ----------- |
| Rp 1000      | Cut Nyak Meutia        |           |             |
| Rp 2000      | Mohammad Husni Thamrin |           |             |
| Rp 5000      | Idham Chalid           |           |             |
| Rp 10.000    | Frans Kaisiepo         |           |             |
| Rp 20.000    | Sam Ratulangi          |           |             |
| Rp 50.000    | Djoeanda Kartawidjaja  |           |             |
| Rp 100.000   | Soekarno en Hatta      |           |             |

## Geschiedenis
De naam "roepia" (een variant van de naam roepie in India) werd voor het eerst geïntroduceerd tijdens de Japanse bezetting in de Tweede Wereldoorlog in plaats van de "gulden", en na het eind van de oorlog gaf de Javasche Bank kort zijn eigen roepia uit als vervanging. De gulden van Nederland en de diverse guerrilla-verbonden munten waren ook in gebruik op de archipel.
Op 2 november 1949, vier jaar nadat onder leiding van Soekarno de onafhankelijkheid was uitgeroepen, werd de Indonesische roepia geïntroduceerd als nieuwe nationale valuta.
De roepia was aanvankelijk een gulden waard, maar onder de heerschappij van Soekarno was de inflatie bijzonder hoog. In december 1965, kort na de Kudeta, werd er een nieuwe roepia van 1000 oude roepia's ingevoerd, die desalniettemin slechts ongeveer 30 (gulden-)cent (8,5 dollarcent) waard was.
Ook daarna bleef de geldontwaarding aanhouden, zij het in een wat langzamer tempo. Na een devaluatie in september 1986 was de dollar ongeveer 1600 (nieuwe) roepia waard. Daarna brak er een decennium van relatieve stabilisatie aan. In 1997/1998 werd de Amerikaanse dollar voor 2000 tot 3000 roepia verhandeld. Door de monetaire crisis (Krismon) van dat jaar kelderde de roepia tot ongeveer 17.500 voor een dollar, op het dieptepunt in juni 1998. In de maanden daarna zou de roepia zich evenwel weer gedeeltelijk herstellen, tot ongeveer 7700 op een dollar, waarna er weer een periode van relatieve stabilisatie kwam.
Een roepia was oorspronkelijk verdeeld in 100 sen. In het begin van de jaren 60 van de twintigste eeuw verdween de sen, toen de prijzen enorm stegen. De munten werden aangepast, bijvoorbeeld: een honderd RP-biljet werd een munt van RP100.

## Etymologie
De woorden roepia en roepie zijn afgeleid van het Sanskriet rupya dat zilver betekent. De afleiding van een munteenheid van een edelmetaal komt vaker voor, vergelijk de woorden gulden en goud. Het Indonesische woord voor zilver, perak, werd vroeger ook gebruikt als aanduiding voor geld. In een kinderliedje is er bijvoorbeeld sprake van dua ribu perak wat feitelijk staat voor tweeduizend roepia.